# İğdir, Hekimhan
İğdir là một xã thuộc huyện Hekimhan, tỉnh Malatya, Thổ Nhĩ Kỳ. Dân số thời điểm năm 2011 là 157 người.